# Full-size
 (février 2012).
Si vous disposez d'ouvrages ou d'articles de référence ou si vous connaissez des sites web de qualité traitant du thème abordé ici, merci de compléter l'article en donnant les références utiles à sa vérifiabilité et en les liant à la section « Notes et références ».

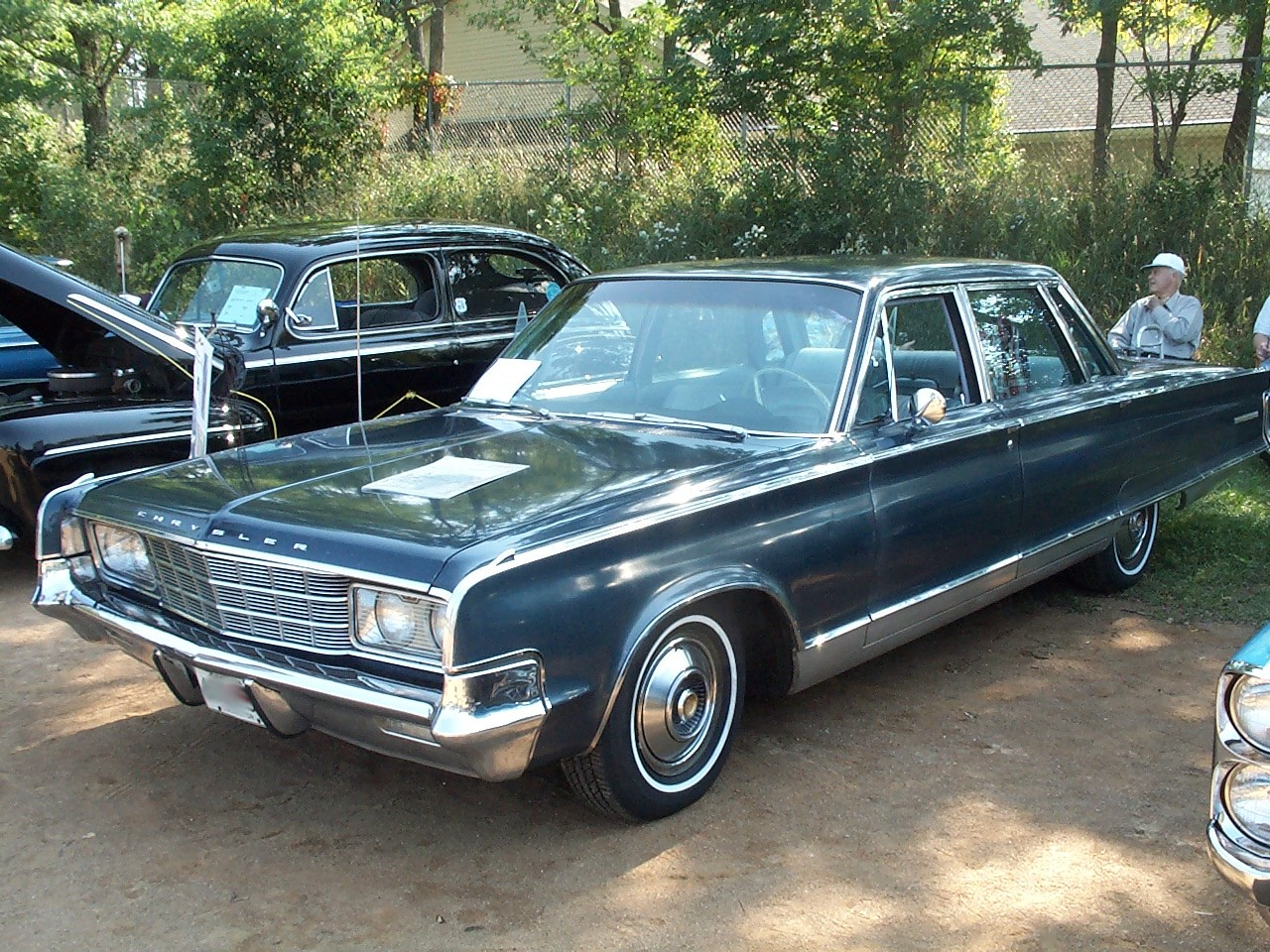
Une Chrysler New Yorker de 1965.

Le terme anglais full-size (grande taille) est l'expression employée pour définir les grandes automobiles américaines des années 1950 à 1980, époque pendant laquelle les constructeurs automobiles américains se livrent à une course à la taille, à la puissance et aux équipements. 

## Histoire
La tendance du full-size débute juste après la Seconde Guerre mondiale et cesse brutalement au lendemain de la crise pétrolière de 1973. Dès 1974, la tendance est au downsizing (réduction) et seuls quelques modèles full size persistent. Par exemple, la marque Cadillac continue de proposer ce type de modèle, mais change la transmission de la plupart de ces automobiles pour une traction. D'autres groupes automobiles tels que Ford conserveront longtemps dans leur gamme au moins un modèle full-size, malgré l'obsolescence de cette architecture. En effet, la propulsion, l'essieu rigide, et la suspension sont considérés comme mauvais. Le constructeur automobile de luxe Chrysler avait déjà abandonné ce type de modèle quelque temps plus tôt, à la suite d'ennuis financiers.

## Équivalent
Les full-size n'ont jamais véritablement eu d'équivalent en Europe. Leur gabarit permet la comparaison avec une Mercedes-Benz Classe S ou une Jaguar XJ de la même époque ou encore à une Citroën DS. Cependant, les prix et les dimensions des modèles européens les différencient fortement de leurs homologues américains. Le succès des full-size américaines peut être comparé à celui des compactes européennes cinq portes à hayon, dont la construction a débuté dans les années 1980 et qui dure encore aujourd'hui.